# رادلف سیسترسی
رادلف سیسترسی (به انگلیسی: Radulf the Cistercian)، راهب فرانسوی که بدون اجازه از مافوق خود، صومعه خود را در فرانسه به مقصد راینلند طی جنگ صلیبی دوم ترک گفت تا در آنجا مردم و مسیحان برای مقابله با یهودیان فراخواند. با وجود مخالفت کلیسا، جمعیت زیادی از مسیحیان متأثر از موعظه‌های خود دست به آزار و کشتار یهودیان در ناحیه فلاندرز و راینلند زدند. این شرایط سبب شد تا برنارد کلروو از فلاندرز به آلمان سفر کرد تا این مشکل را حل کرده و مردم را آرام نماید. پس از چندی برنارد، رودلف را در ماینتس یافته و توانست او را ساکت کرده و به صومعه بازگرداند. پس از بازگشت رادلف، کشتار و آزار یهودیان نیز به پایان رسید.